# Priorado de Minting

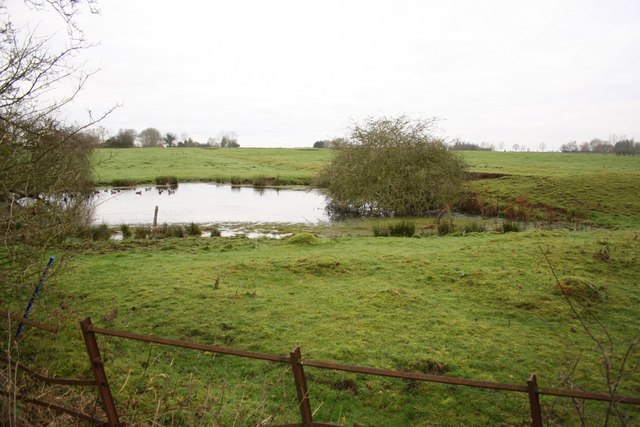
Local do Priorado

O Priorado de Minting foi um priorado em Minting, Lincolnshire, na Inglaterra.
O priorado dos monges beneditinos foi fundado por Ranulf de Meschines, conde de Chester, na abadia de Fleury . A concessão foi feita antes de 1129, mas não é certo quando o priorado foi construído, mas a primeira menção de um prior é em 1213.
O priorado esteva nas mãos do rei em 1337, 1344 e 1346 por causa das guerras com a França, e em 1421 foi concedido ao priorado cartuxo do Monte Grace .